# Улица Мазина (Таллин)
У́лица Ма́зина (эст. Masina tänav), в начале XX века Машинная улица — улица в районе Кесклинн города Таллина, столицы Эстонии. Основана в 1907 году.

## География
Пролегает через микрорайон Юхкентали. Начинается от улицы Юхкентали и заканчивается на пересечении с Тартуским шоссе. Протяжённость — 409 м.

## История
Территория в окрестностях современной улицы Мазина была промышленным районом со времён средневековья. На существовавшей тогда реке Хярьяпеа здесь работала водяная мельница, затем было основано целлюлозно-бумажное производство. Официально улица получила своё название в 1907 году по располагавшемуся на ней машиностроительному заводу Дримпельмана — первому машиностроительному заводу в Ревеле. Завод Дримпельмана изготавливал машины и детали машин для ситцевых, бумажных и стекольных фабрик, а также сельскохозяйственные орудия и машины и оборудование для ликёро-водочных заводов и торфяные машины. В 1885 году на заводе был запущен в эксплуатацию первый в Ревеле электрогенератор. Машиностроительный завод Дримпельмана прекратил свою деятельность в 1901 году по требованию Эстляндского губернского правительства, поскольку производственный шум завода тревожил пациентов расположенной неподалёку больницы Юхкентали. В зданиях завода Дримпельмана в 1919 году начал работу Таллинский завод весов и оборудования «Wega». В советское время дом № 1 по улице Мазина был административным зданием его преемника — производственного объединения «Промприбор».
В 1900 году в здании, имеющем современный регистровый адрес ул. Мазина 11 / Тартуское шоссе 76, начал работу основанный в 1898 году Казённый винный склад — предшественник известного эстонского  ликёро-водочного завода «Ливико». Здание из плитняка было построено по типовому проекту; в 1999 году внесено в Регистр памятников культуры Эстонии как памятник архитектуры.
Регистровый адрес улицы Мазина имеют ещё два исторических здания — это главная контора целлюлозно-бумажной фабрики и её пожарное депо (памятники архитектуры 1912—1915 гг.), также построенные из плитняка. 
По адресу ул, Мазина 7 находится археологический памятник — место древнего поселения, культурный слой средневековья и нового времени.
С 2018 года улица Мазина стала северо-западной границей возводимого на бывшей фабричной территории офисно-жилого и делового квартала «Фале» («Парка Фале»), названному по фамилии Эмиля Фале (Emil Fahle), который был руководителем целлюлозно-бумажной фабрики с 1899 года и до своей смерти в 1929 году. Квартал сочетает в себе ценное историческое наследие, современную архитектуру и инновационные урбанистические решения.

## Предприятия
В доме № 1 работает бар с живой музыкой «Kidrakuur Kultuuriklubi», в историческом здании № 11 работает кафе «Leia Bistro».

## Общественный транспорт
По улице без остановки проезжает городской автобус № 54, едущий в сторону автовокзала (т. е. по маршруту Прийсле—Вяйке-Ыйсмяэ).

## Галерея

Улица Мазина
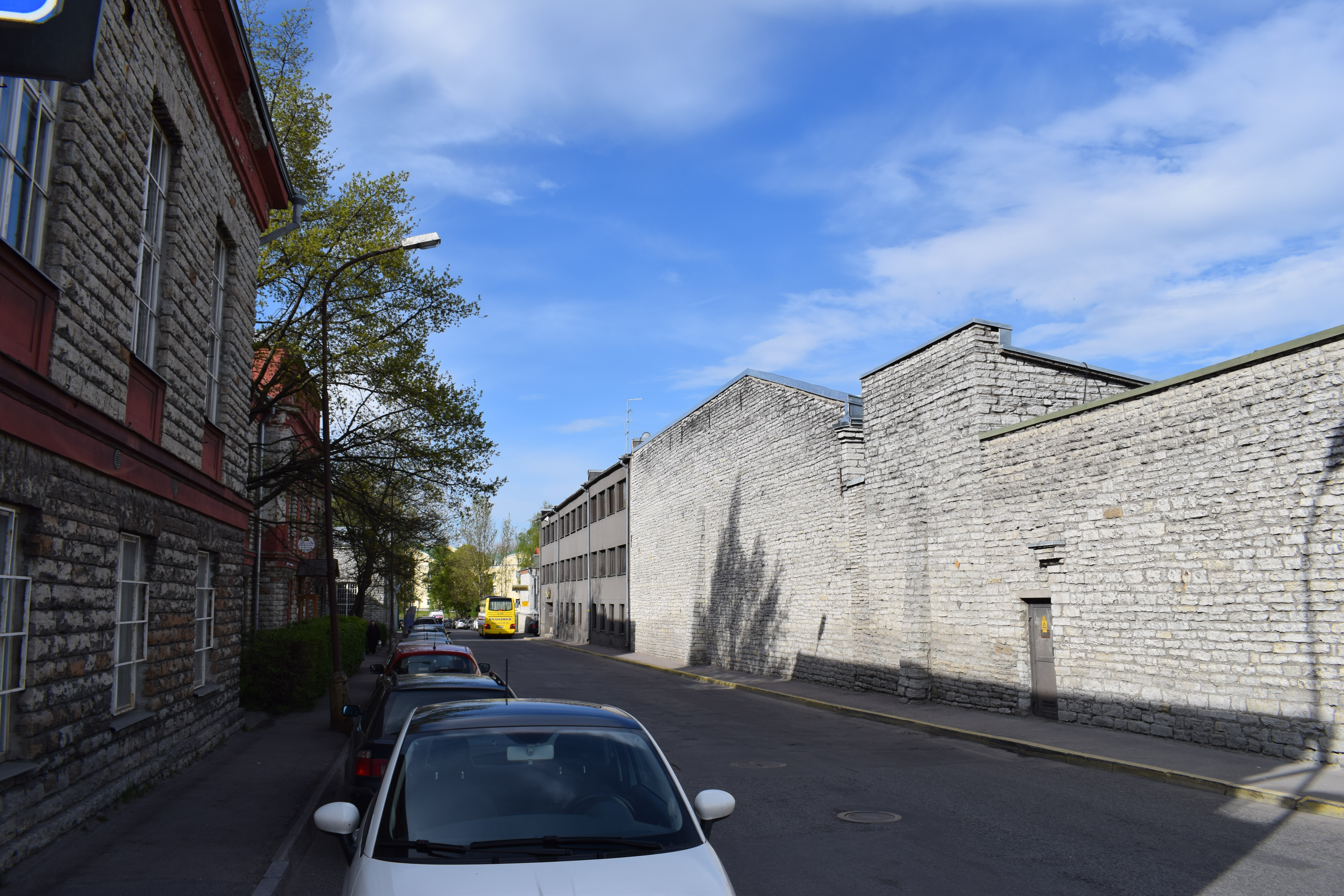
Вид на улицу Мазина после поворота с Тартуского шоссе
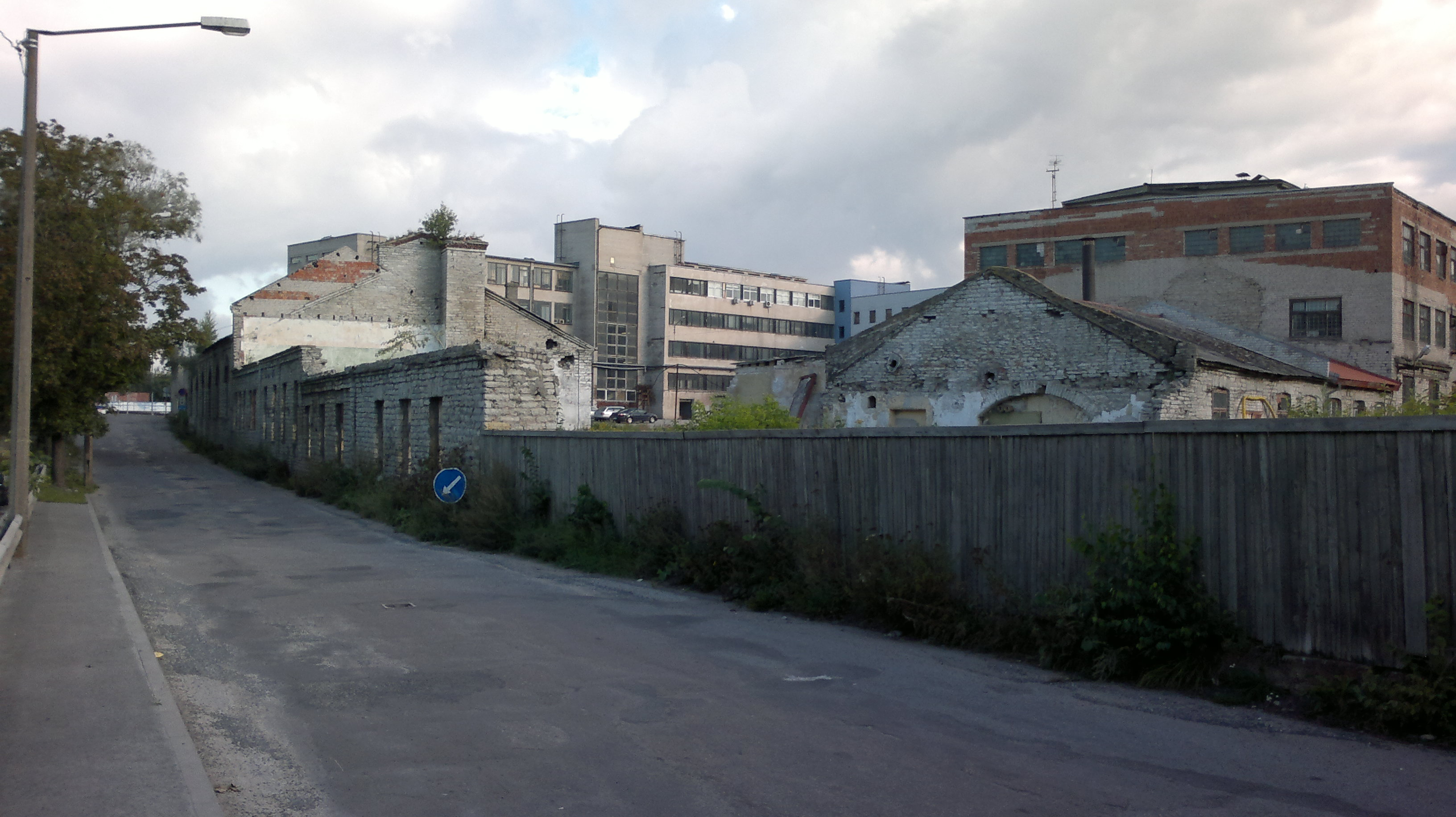
Здания бывшего завода «Промприбо»р в 2011 году
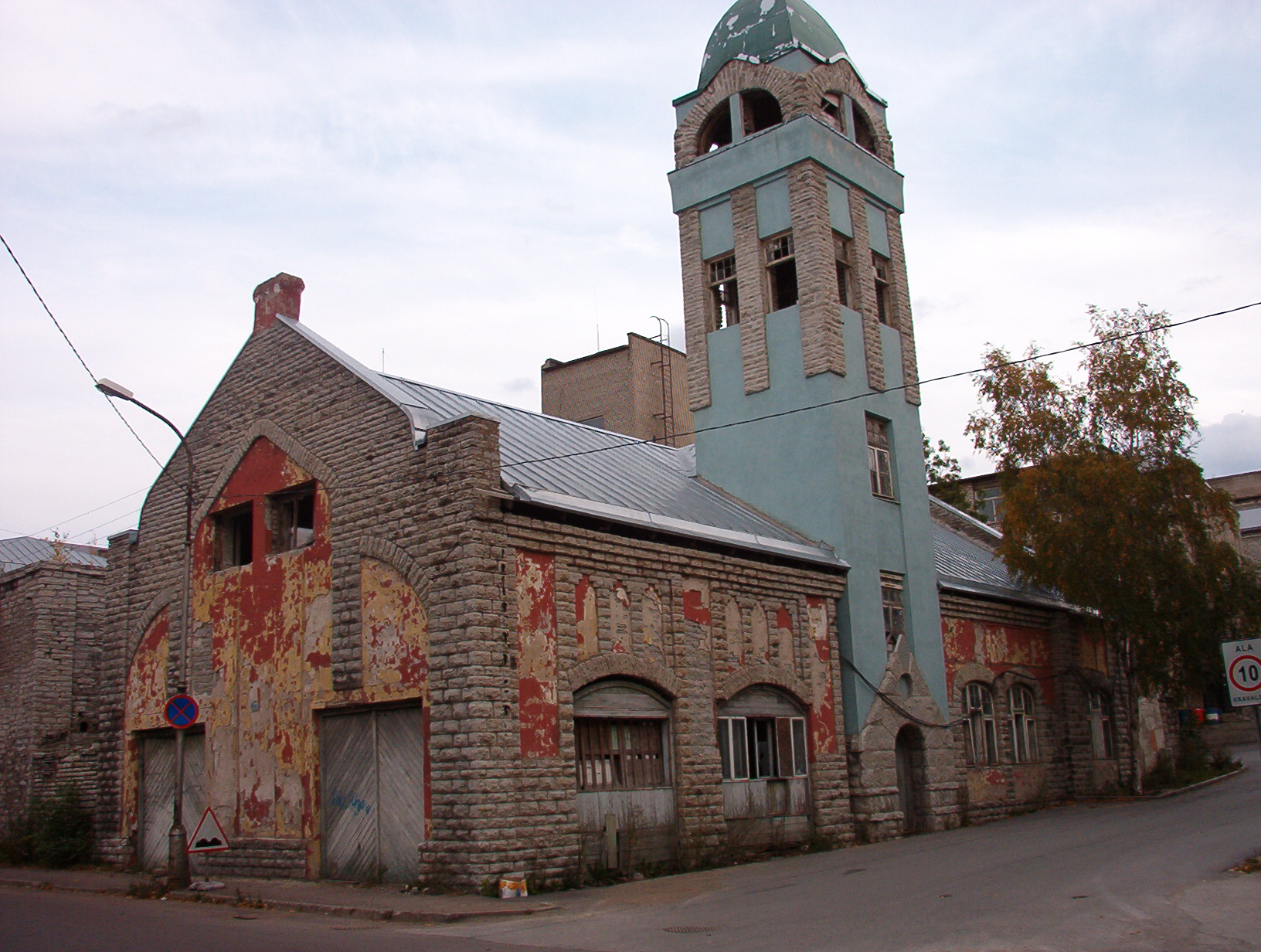
Бывшее пожарное депо целлюлозно--бумажной фабрики в 2002 году
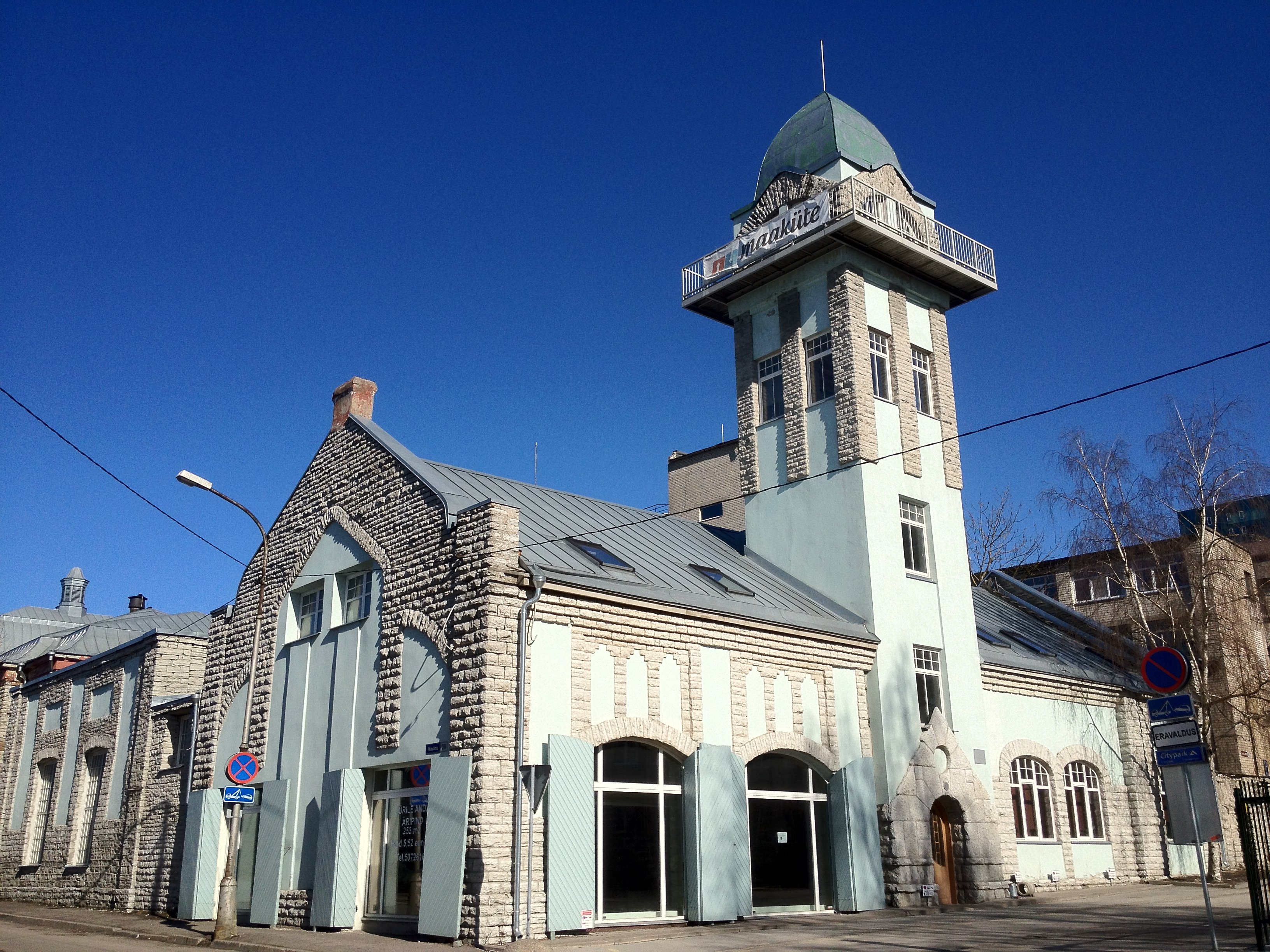
Отреставрированное здание пожарного депо в 2012 году
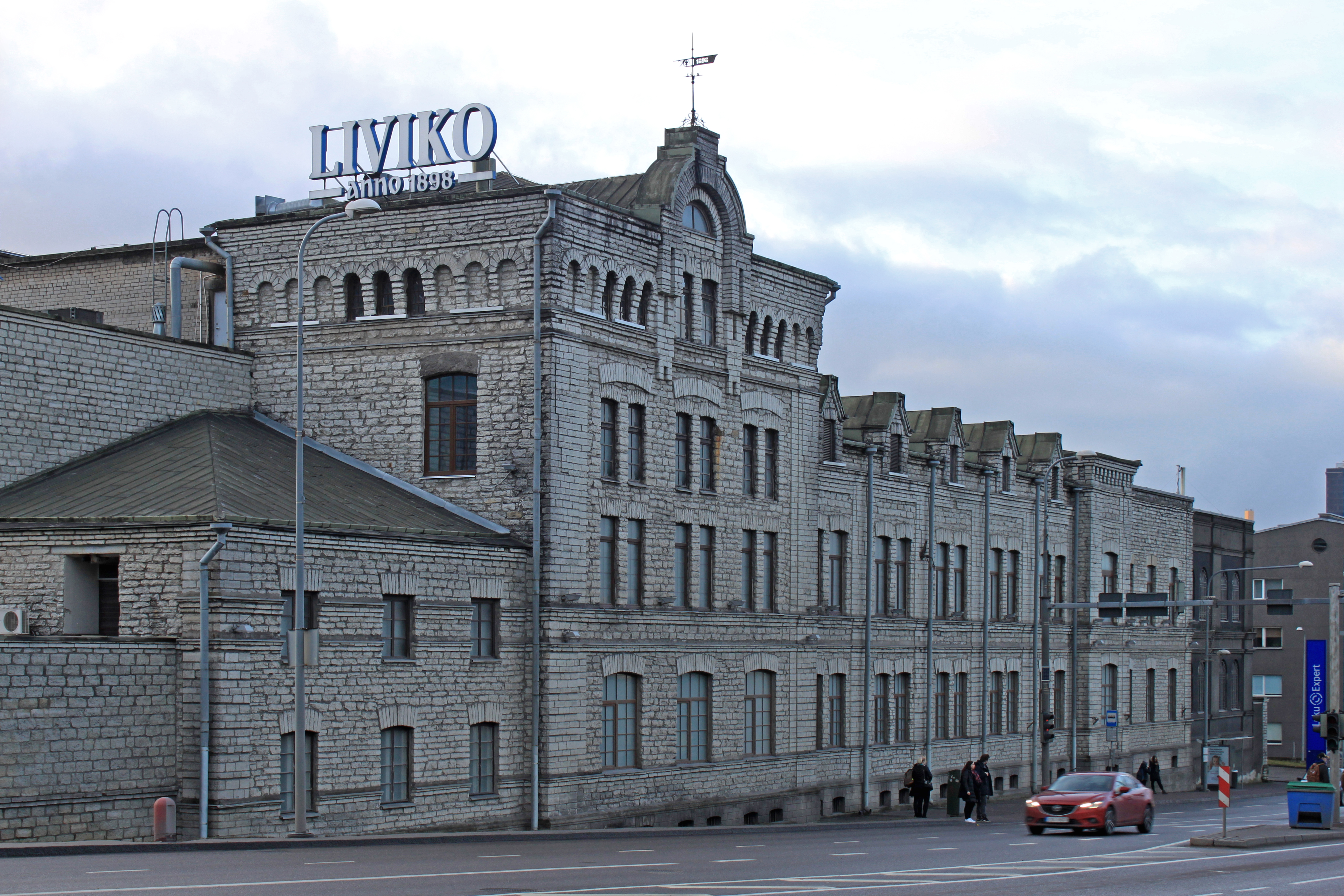
Здание фабрики «Liviko» со стороны Тартуского шоссе